# Damir Milanović
Damir Milanović (Zagreb, 19. srpnja 1982.) hrvatski je nogometni trener i bivši nogometaš. Trenutačno je pomoćni trener Širokog Brijega. Kao igrač igrao je na poziciji veznog.

## Vanjske poveznice
- Damir Milanović na hnl-statistika.com